# 梅威良
梅威良（英語：William Scott Ament，1851年9月14日—1909年1月6日），字子明，19世纪美国公理会差会来华传教士。

## 生平
梅威良出生于美国密歇根州奥沃索，父亲为荷兰移民。曾就读于欧柏林大学，期间加入教会。毕业后赴纽约协和神学院学习神学，后转学至安多弗神学院（Andover Theological Seminary）继续学习。1877年神学院毕业后，他于同年9月被封立为牧师，并派往中国传教。
在中国期间，他先后在保定、北京等地传教。1885年与1897年他曾两度回美国休假。1900年义和团运动期间，他曾前往通州等地协助美国教士及家属撤往使馆区，从而受到称赞。但此后他籌措被義和團殺害者的賠償金，被認為是抢劫、敲诈中國人而受到争议。美国知名作家马克·吐温曾在《北美评论》（North American Review）上对其进行遣责。根据马克·吐温撰文的揭露，梅子明在美國騎兵騎兵團陪同下，在北京周边地区搜寻拳民，處死了疑似義和團拳民。《纽约太阳报》曾在1900年12月24日报道中援引梅子明的话，说天主教除了收取赔偿金以弥补他们的损失外，还要求以命抵命，用人头换人头；在任丘，有680名天主教徒被杀，所以他们要求680条人命相抵。
1901年2月，他因与天主教传教士间的矛盾被法国军队逮捕，后被八国联军总司令瓦德西伯爵解除职务。此后回到美国，不过在次年又来到中国，作为公理会华北教区会督发展教会势力。1908年在北戴河度假时生病，返美后于1909年1月在旧金山逝世。